# Глизе 682 c
Глизе 682 c — экзопланета на орбите красного карлика Глизе 682 в созвездии Скорпиона. Находится в 16 световых годах от Солнца.
Исходя из параметра массы она является суперземлей. Планета имеет массу в 4,4 массы Земли и радиус около 1,5 радиуса Земли. Эта планета была обнаружена исследователями 4 марта 2014 года. Она находится в зоне обитаемости и находится в данный момент на 45 месте, по схожести с Землёй, и имеет индекс подобия Земле равный 0,59.
Орбита планеты находится на расстоянии 0,176 а. е. от звезды, а период обращения составляет 57 дней.

## Сравнение с Землей
| #   | Название     | ESI  | SPH  | HZD   | HZC   | HZA   | pClass            | hClass        | Расстояние (св.лет) | Статус         | Год открытия   |
| --- | ------------ | ---- | ---- | ----- | ----- | ----- | ----------------- | ------------- | ------------------- | -------------- | -------------- |
| N/A | Земля        | 1.00 | 0.72 | -0.50 | -0.31 | -0.52 | теплая земля      | мезопланета   | 0                   | не экзопланета | доисторический |
| 1   | Gliese 682 c | 0.59 | 0.00 | +0.22 | -0.14 | +1.19 | теплая суперземля | психропланета | 16,6                | спорная        | 2014           |